# La Pimienta, Tamazunchale
La Pimienta är en ort i Mexiko.   Den ligger i kommunen Tamazunchale och delstaten San Luis Potosí, i den sydöstra delen av landet, 200 km norr om huvudstaden Mexico City. La Pimienta ligger 214 meter över havet och antalet invånare är 158.
Terrängen runt La Pimienta är kuperad åt nordväst, men åt sydost är den bergig. La Pimienta ligger nere i en dal. Runt La Pimienta är det ganska tätbefolkat, med 60 invånare per kvadratkilometer. Närmaste större samhälle är Tamazunchale, 12,6 km öster om La Pimienta. I omgivningarna runt La Pimienta växer i huvudsak städsegrön lövskog.